# Râul Șoimeni
Râul Șoimeni este un curs de apă, afluent al râului Buda. 